# Wapen van Sinaloa
Het wapen van Sinaloa is het officiële symbool van de Mexicaanse staat Sinaloa. Het werd aangenomen op 29 november 1958.
Het wapen bestaat uit een ovaalvormig schild met daarop tussen vier cactussen een adelaar die een slang uit zijn klauw eet. Dit verwijst naar het Mexicaanse nationale wapen, dat ook op de Mexicaanse vlag wordt afgebeeld.
Het schild zelf heeft een roodbruine rand met daarin de naam van de staat en het jaartal 1831, dat verwijst naar het jaar waarin Sinaloa zijn grondwet aannam. De vorm en de kleur van het schild verwijzen naar de pitaya; de gele punten staan voor de doorns van deze plant. De pitaya wordt beschouwd als symbool van Sinaloa.
Het schild is ingedeeld in vier kwartieren. Elk kwartier toont het wapen van een van de vier grootste plaatsen van Sinaloa. Het kwartier linksboven symboliseert Culiacán, de staatshoofdstad, en toont een berg en een slang met zeven sterren.
Het kwartier rechtsboven is overgenomen van het wapen van El Fuerte. Het toont een toren en een muur ter ere van de stichter van de stad, de markies van Montesclaros. De toren en de muur verwijzen ook naar de naam van de stad, die 'het fort' betekent, en naar de verdediging van de stad tegen de indianen. Boven de muur staan een halve maan en een gele baan; zij zijn afkomstig uit het wapen van de markies. De gebroken pijlen onder het fort symboliseren de bravoure van de indianen.
Het kwartier linksonder toont de elementen uit het wapen van Rosario, die samenhangen met een legende over de stichting van de stad. Het vierde kwartier toont het hert en het anker uit het wapen van Mazatlán.
Het wapen staat centraal in de niet-officiële vlag van Sinaloa.